# دي جي هايد
دي جي هايد (بالإنجليزية: DJ Hyde)‏ هو مصارع محترف أمريكي، ولد في 1 مارس 1978 في نيوارك في الولايات المتحدة.

## روابط خارجية
- دي جي هايد على موقع CageMatch worker (الإنجليزية)